# مستر بانگل
مستر بانگل (به انگلیسی: Mr. Bungle) یک گروه راک تجربی آمریکایی است که در سال ۱۹۸۵ در اورکا، کالیفرنیا تشکیل شد. این گروه که در طول زندگی حرفه‌ای خود تجسم‌های زیادی را پشت سر گذاشته است، بیشتر به خاطر دورهٔ راک تجربی خود شناخته شده است. در طول این مدت، سبک بسیار التقاطی را توسعه داد، و در چندین ژانر موسیقی، اغلب در طول یک‌آهنگ، از جمله هوی متال، جاز آوانگارد، اسکا، دیسکو، و فانک، چرخه‌رانی کرد که با سبک خوانندگی چندمنظورهٔ مایک پاتن، خوانندهٔ اصلی، بیشتر تقویت شد. در این دوره همچنین گروه از ساختارها و نمونه‌برداری آهنگ غیر متعارف؛ نواختن طیف وسیعی از سازها؛ پوشیدن ماسک، لباس‌های سرپوشیده و سایر لباس‌ها؛ و اجرای مجموعه‌ای متنوع از آهنگ‌های کاور در طول اجراهای زنده استفاده کرد.
گروه در زمانی که اعضا در دبیرستان بودند به عنوان یک پروژه دث متال تأسیس شد. این نام برگرفته از شخصیتی در فیلم آموزشی کودکان ۱۹۶۰، مسئولیت آغاز: آداب ناهار، همان‌طور که در برنامهٔ ویژهٔ اچ‌بی‌او در سال ۱۹۸۱ نمایش هرمان نمایش داده شد. مستر بانگل چهار نوار دمو را در اواسط تا اواخر دههٔ ۱۹۸۰ منتشر کرد. پس از موفقیت پاتن به عنوان رهبر گروه فیث نو مور، گروه در سال ۱۹۹۰ با وارنر رکوردز قرارداد امضا کرد و بین سال‌های ۱۹۹۱ و ۱۹۹۹ سه آلبوم استودیویی به سبک تجربی و التقاطی که به آن معروف شد، منتشر کرد. این گروه در سال‌های ۱۹۹۹ و ۲۰۰۰ برای حمایت از آلبوم سوم خود تور برگزار کرد، پیش از آن که در یک وقفهٔ نامعلوم که در سال ۲۰۰۴ به عنوان انحلال تأیید شد، قرار گیرد. این گروه در فوریه ۲۰۲۰ به عنوان یک گروه ترش متال برای مجموعه‌ای از برنامه‌ها متحد شد تا آلبوم دموی خود را در سال ۱۹۸۶ به نام خشم خشمگین خرگوش عید پاک با نوازندهٔ گروه انترکس، اسکات ایان و نوازندهٔ درام سابق گروه اسلیر، دیو لومباردو اجرا کند. سپس گروه به استودیو بازگشت تا دمو را به عنوان یک آلبوم حرفه‌ای که در اکتبر همان سال منتشر شد، دوباره ضبط کند.
مستر بانگل تغییرات زیادی در ترکیب خود داشته است، با پاتن، نوازندهٔ گیتار تری اسپرونس، و نوازندهٔ بیس ترور دان تنها اعضای ثابت هستند. این گروه در دوران تصدی خود با برادران وارنر در سان فرانسیسکو مستقر بود. در طول مدت زیادی از وجود گروه، در یک مشاجره عمومی با گروه رد هات چیلی پپرز، به ویژه بین پاتن و خوانندهٔ چیلی پپرز، آنتونی کیدیس بود.

## سبک و تأثیر
به گزارش مجلهٔ اینترنتی پرتقال‌های نامرئی، مستر بانگل «جهان پیچیدهٔ خود را پرورش دادند که بخش‌های آن، هم رژیم و هم بی‌نظمی را در بر می‌گرفت، با چشم‌اندازی فزاینده و بررسی دقیق‌تر، هیبت را برانگیخت». در ابتدا یک گروه دث متال، و بعداً یک گروه ترش متال، مستر بانگل سبک خود را در دههٔ ۹۰ به یک صدای فانک متال تغییر داد که تأثیر اسکا، دیسکو و جاز آوانگارد را نشان داد. در مصاحبه‌ای در سال ۲۰۲۱، اسپرونس ادعا کرد که «هیچ زمانی در وجود مستر بانگل نبود که یک گروه متال نباشد. همیشه در جایی متال وجود داشت و وقتی به «متال» فکر می‌کنیم؛ متال فقط ریف و درام نیست که مانند یک ماشین می‌نوازد؛ این یک روان‌شناسی کامل است. روان‌شناسی متال وجود دارد، حتی در آن دورهٔ متال فانک؛ این همه جا هست.»
سی‌بی‌اس نیوز می‌گوید که موسیقی گروه «ترکیبی آنارشیک از متال، اسکا، جاز آوانگارد، پانک و موسیقی متن است». روزنامهٔ سیدنی مورنینگ هرالد، مستر بانگل را «راک‌های تجربی» توصیف کرد. آل‌موزیک گروه را «رادیکال‌های راک آزاد» توصیف کرد و گفت که «صدا و رویکرد مستر بانگل ترکیبی منحصر به فرد از تجربی، انتزاعی و پوچ است». پیشگامان آوانگارد متال، گروه نیز توسط مجله‌های دیجیتال کرنگ! و The Quietus, به عنوان آلترناتیو متال طبقه‌بندی شد.
قبل از انتشار اولین آلبوم خود در سال ۱۹۹۱، روزنامهٔ لس آنجلس تایمز اظهار داشت که گروه «موسیقی عجیب و غریب اجرا می‌کند که یکی از منتقدان، آن را به عنوان جاز از نوع باگز بانی توصیف کرده است.» مجلهٔ ورایتی در سال ۲۰۰۰ از این گروه به عنوان «شوخی‌های منطقهٔ خلیج زاپا» نام برد. گرگ پراتو از آل‌موزیک، موسیقی مستر بانگل را «ترکیبی منحصر به فرد از تجربی، انتزاعی و پوچ» توصیف کرد، در حالی که پاتریک مک دونالد از روزنامهٔ سیاتل تایمز موسیقی آنها را «خشن، رنده شده، بدون ساختار، انفجاری، جیر جیر، سریع، آهسته، وهم انگیز و به طرز عجیبی متقاعدکننده» توصیف کرد. ویژگی‌های متمایز موسیقی استفاده از سازهای مختلف متعدد، آوازهای غیرمعمول و استفاده از فرمت‌های آهنگ غیرقابل پیش‌بینی همراه با تعدادی از ژانرهای مختلف موسیقی بود. گرگ پراتو اظهار داشت که آنها «ممکن است امروز بااستعدادترین سازهای راک باشند، زیرا آنها بدون زحمت از ژانرهای موسیقی رد می‌شوند، در حالی که مایک پاتن نشان می‌دهد که چرا بسیاری او را بهترین خوانندهٔ راک می‌دانند.» همه موافق نبوده‌اند، یکی از منتقدان گروه را «مضحک‌آمیزترین قطعهٔ کله پاچه‌ای که تا به حال از کف یک کشتارگاه خراشیده شده است» می‌داند. جفری هیمز، روزنامه‌نگار، از گروه با بیان اینکه «آوازها آنقدر عمیق در موسیقی غوطه‌ور شده‌اند که کلمات تقریباً غیرقابل کشف هستند» انتقاد کرد و این موسیقی را به‌عنوان «مونتاژ شنیداری به جای آهنگ توصیف کرد، زیرا بخش‌های کوتاه فوران می‌کنند و ناگهان ناپدید می‌شوند، با قطعه دیگری با ارتباط کمی با آنچه قبل از آن بود جایگزین می‌شود.»
مستر بانگل اغلب سازهای نامتعارف از جمله زنبورک، سیمبالوم، زیلوفون، گلوکن‌اشپیل، اکارینا، بونگو و بلوک‌های چوبی را در موسیقی خود می‌گنجاند. روزنامه‌نگار جان سربا اظهار داشت که سازهای گروه «به نوعی شبیه جاز مستی بود که با آکاردئون‌های ایتالیایی و گاه به گاه راهپیمایی باواریا، پاور کورد، یا سر و صدای بازخورد پرتاب می‌شد.» آواز مایک پاتن اغلب از تکنیک‌های گسترده‌ای مانند دث متال، رپ، جیغ زدن، غرغر کردن، یا زمزمه کردن استفاده می‌کرد. تنظیم آهنگ‌های آن‌ها نیز خاص بود، اغلب فاقد قالب آهنگ ساختارمند و چرخش در ژانرهای مختلف، از ملودی‌های آهسته تا ترش متال. جان پارلس، روزنامه‌نگار نیویورک تایمز، موسیقی گروه را به‌عنوان «جهش از سرعت به تمپو، کلید به کلید، سبک به سبک، همه بدون هشدار» توصیف کرد. به‌طور مشابه، منتقد پاتریک مک‌دونالد اظهار داشت: «در میان سر و صدایی که به سختی دنبال می‌شود و غیرقابل کشف است، یک تکنوازی نسبتاً معمولی و بدبوی ارگ جاز ناگهان وارد صحنه می‌شود».
اکثر موسیقی و اشعار گروه توسط پاتن، دان و اسپرونس نوشته شده است و مک‌کینون و هایفتز گاه به گاه در آن مشارکت می‌کنند. مک‌کینون در مصاحبه‌ای در سال ۲۰۰۰ در رابطه با روند خلاقانه‌شان اظهار داشت: «این گروه به نوعی شبیه یک باشگاه بی‌رحمانه برای پسران است. شما ایده‌هایی را می‌آورید و اگر ۱۰۰ درصد در مورد ارائه یک ایدهٔ خاص به این گروه قاطع نیستید، می‌توانید تماشا کنید که آن را کنار گذاشته و به سرعت می‌میرد.»
اشاره شده است که گروه در طول مدت تصدی خود با ناشر اصلی وارنر رکوردز از آزادی هنری غیرمعمولی برخوردار بودند. در مصاحبه‌ای در سال ۲۰۱۶، ترور دان منعکس کرد:
انگار یادم می‌آید که همیشه ما را تنها می‌گذاشتند. پاتن از نظر مالی برای آنها دارایی بزرگی بود و در این زمینه به ما قدرت می‌داد زیرا آنها باید او را راضی می‌کردند. این به این معنی بود که به او آزادی عمل می‌داد تا مثل همیشه با ما کار کند. فکر نمی‌کنم هیچ‌یک از ضبط‌های ما تا به حال جبران شده باشد، که برای یک ناشر بزرگ که ماهی‌های بزرگ‌تری برای سرخ کردن دارند، چندان مهم نیست. برای آنها این فقط حذف مالیات دیگری است. و من یک ظن پنهانی دارم که آنها احتمالاً معتقد بودند که ما روزی از نظر موسیقی «بزرگ» خواهیم شد و برای آنها پول درآوریم.— ترور دان
تری اسپرونس ادعا کرد که برادران وارنر به قدری به گروه اهمیت نمی‌دادند که زمانی به این فکر می‌کردند که صدای ثابت یک آلبوم را به ناشر تحویل دهند و انتظار داشتند که به آن گوش ندهند. «سپس متوجه شدیم - در واقع برای آنها مهم نیست؛ این یک جملهٔ بزرگ به نظر می‌رسد، اما آنها فقط شانه‌های خود را بالا می‌اندازند. آنها به این چیزها اهمیت نمی‌دهند.»

## میراث
گروه کورن از چیزی استفاده کرده است که آن را «آکورد گیتار مستر بانگل» (آکورد پنجم تخت یا «ترایتون») نامیده‌اند. جیمز «مانکی» شفر، یکی از نوازندگان گیتار کورن، در مصاحبه‌ای در سال ۲۰۱۵ اظهار داشت که اولین اجرایی مستر بانگل با عنوان «لحن را برای ما و کارهایی که خلاقانه انجام دادیم تعیین کرد».

## نمایش‌های صحنه و تصویر

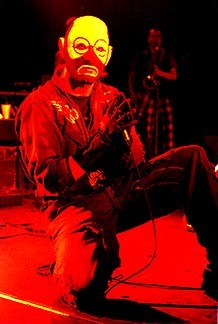
لباس مایک پاتن در اجرای زنده در سال ۱۹۹۱

مستر بانگل به خاطر نمایش‌های صحنهٔ غیرمتعارف خود که در آن اعضای گروه لباس و ماسک می‌پوشیدند، شهرت داشتند. نمایش‌های سال‌های ۱۹۹۹ تا ۲۰۰۰ در حمایت از آلبوم کالیفرنیا معمولاً دان را با لباس یک دختر بلوند شبیه به گلدیلاکس یا The St. Pauli Girl نشان می‌دادند، اگرچه برای سایر اعضا این دوره به دلیل افزایش تقاضاها تا حد زیادی فاقد ماسک و لباس بود. از موسیقی گاه به گاه، گروه به سادگی با کت و شلوارهای مشکی با پیراهن‌های سفید ظاهر می‌شد یا لباس‌های سرآشپز، کت و شلوارهای گاوچران یا به عنوان ویلیج پیپل به تن می‌کرد.

## اعضا
همهٔ اعضای گروه «کلاسیک» مستر بانگل نوازندگان چند ساز هستند. جدول زمانی زیر فقط نقش‌های اصلی آنها را منعکس می‌کند. اعضای گروه به این شناخته شده بودند که سازها را در اواسط اجرا تغییر می‌دادند.

### اعضای کنونی
| تصویر | نام          | سال‌های فعالیت        | ساز(ها)                         | انتشار مشارکت‌ها                                                  |
| ----- | ------------ | -------------------- | ------------------------------- | ---------------------------------------------------------------- |
|       | مایک پاتن    | ۲۰۰۰–۱۹۸۵ ۲۰۱۹–اکنون | خوانندهٔ اصلی کیبورد نمونه‌برداری | همهٔ انتشارات                                                     |
|       | تری اسپرونس  | ۲۰۰۰–۱۹۸۵ ۲۰۱۹–اکنون | گیتار اصلی کیبورد همخوان        | همهٔ انتشارات                                                     |
|       | ترور دان     | ۲۰۰۰–۱۹۸۵ ۲۰۱۹–اکنون | بیس همخوان                      | همهٔ انتشارات                                                     |
|       | اسکات ایان   | ۲۰۱۹–اکنون           | گیتار ریتم همخوان               | دموی خشم خشمگین خرگوش عید پاک (۲۰۲۰) شبی که به خانه آمدند (۲۰۲۱) |
|       | دیو لومباردو | ۲۰۱۹–اکنون           | درام گلوکن‌اشپیل                 | دموی خشم خشمگین خرگوش عید پاک (۲۰۲۰) شبی که به خانه آمدند (۲۰۲۱) |

### اعضای پیشین
| تصویر | نام                  | سال‌های فعالیت                   | ساز(ها)                        | انتشار مشارکت‌ها                                                                 |
| ----- | -------------------- | ------------------------------- | ------------------------------ | ------------------------------------------------------------------------------- |
|       | تئو لنگیل            | ۱۹۹۶–۱۹۸۵                       | ساکسوفون کلارینت کیبورد        | همهٔ نسخه‌های منتشر شده از خشم خشمگین خرگوش عید پاک (۱۹۸۶) تا دیسکو ولانته (۱۹۹۵) |
|       | جد واتس              | ۱۹۸۷–۱۹۸۵ (نوازندهٔ مهمان، ۲۰۲۰) | درام همخوان                    | خشم خشمگین خرگوش عید پاک (۱۹۸۶)                                                 |
|       | هانس واگنر           | ۱۹۸۹–۱۹۸۷ (نوازندهٔ مهمان، ۲۰۲۳) | درام                           | بوآل شیلی (۱۹۸۷) خدایا من عاشق آمریکا هستم!!!$ɫ!! (۱۹۸۸)                        |
|       | اسکات فریتز          | ۱۹۸۷                            | ترومپت                         | بوآل شیلی (۱۹۸۷)                                                                |
|       | لوک میلر             | ۱۹۸۹–۱۹۸۷                       | ساکسوفون تنور ترومپت           | خدایا من عاشق آمریکا هستم!!!$ɫ!! (۱۹۸۸)                                         |
|       | دنی هایفتز           | ۲۰۰۰–۱۹۸۹ (نوازندهٔ مهمان، ۲۰۲۴) | درام سازهای کوبه‌ای ترومپت      | همهٔ نسخه‌های منتشر شده از اویو۸۱۸ (۱۹۸۹) تا کالیفرنیا (۱۹۹۹)                     |
|       | کلینتون «بر» مک‌کینون | ۲۰۰۰–۱۹۸۹ (نوازندهٔ مهمان، ۲۰۲۴) | ساکسوفون کلارینت کیبورد همخوان | همهٔ نسخه‌های منتشر شده از اویو۸۱۸ (۱۹۸۹) تا کالیفرنیا (۱۹۹۹)                     |

### اعضای تور
| تصویر | نام           | سال‌های فعالیت | ساز(ها)             | انتشار مشارکت‌ها                      |
| ----- | ------------- | ------------- | ------------------- | ------------------------------------ |
|       | ویلیام وینانت | ۲۰۰۰–۱۹۹۵     | سازهای کوبه‌ای       | دیسکو ولانته (۱۹۹۵) کالیفرنیا (۱۹۹۹) |
|       | چس اسمیت      | ۱۹۹۹          | سازهای کوبه‌ای       | هیچ‌کدام                              |
|       | جف آتریج      | ۱۹۹۹          | کیبورد              | هیچ‌کدام                              |
|       | جیمز روتوندی  | ۲۰۰۰–۱۹۹۹     | کیبورد گیتار همخوان | هیچ‌کدام                              |

## ترانه‌شناسی

### آلبوم‌های استودیویی
| سال  | جزئیات آلبوم | اوج موقعیت‌های نمودار | اوج موقعیت‌های نمودار | اوج موقعیت‌های نمودار | اوج موقعیت‌های نمودار | فروش‌ها          |
| سال  | جزئیات آلبوم | آمریکا               | US Heat              | استرالیا             | بریتانیا             | فروش‌ها          |
| ---- | --- | -------------------- | -------------------- | -------------------- | -------------------- | --------------- |
| ۱۹۹۱ | مستر بانگل - انتشار: ۱۳ اوت ۱۹۹۱ - ناشر: وارنر رکوردز - قالب: سی‌دی، نوار کاست، صفحه گرامافون                     | —                    | —                    | —                    | ۵۷                   | آمریکا: ۲۳۲٬۷۰۶ |
| ۱۹۹۵ | دیسکو ولانته - انتشار: ۱۰ اکتبر ۱۹۹۵ - ناشر: وارنر رکوردز - قالب: سی‌دی، نوار کاست، آلبوم پرآهنگ، بارگیری         | ۱۱۳                  | ۴                    | ۴۰                   | —                    | آمریکا: ۹۲٬۳۰۲  |
| ۱۹۹۹ | کالیفرنیا - انتشار: ۱۳ ژوئیه ۱۹۹۹ - ناشر: وارنر رکوردز - قالب: سی‌دی، نوار کاست                                   | ۱۴۴                  | ۷                    | —                    | —                    | آمریکا: ۷۲٬۳۸۱  |
| ۲۰۲۰ | دموی خشم خشمگین خرگوش عید پاک - انتشار: ۳۰ اکتبر ۲۰۲۰ - ناشر: Ipecac - قالب: دیجیتال، نوار کاست، دو آلبوم پرآهنگ | ۳۰                   | —                    | ۶                    | ۵۳                   |                 |

### آلبوم‌های زنده
| سال  | جزئیات آلبوم | اوج موقعیت‌های نمودار |
| سال  | جزئیات آلبوم | استرالیا             |
| ---- | --- | -------------------- |
| ۲۰۲۱ | شبی که به خانه آمدند - انتشار: ۱۱ ژوئن ۲۰۲۱ - ناشر: Ipecac Recordings - قالب: سی‌دی، آلبوم پرآهنگ، دانلود دیجیتال، رسانه جاری | ۴۶                   |

### دموها
| سال  | دمو                              | ناشر         |
| ---- | -------------------------------- | ------------ |
| ۱۹۸۶ | خشم خشمگین خرگوش عید پاک         | لاد-فریث     |
| ۱۹۸۷ | بوآل شیلی                        | خود آزاد شده |
| ۱۹۸۸ | خدایا من عاشق آمریکا هستم!!!$ɫ!! | خود آزاد شده |
| ۱۹۸۹ | اویو۸۱۸                          | خود آزاد شده |

### تک‌آهنگ‌ها
| سال  | تک‌آهنگ                 | آلبوم                         |
| ---- | ---------------------- | ----------------------------- |
| ۱۹۹۱ | "Quote Unquote"        | مستر بانگل                    |
| ۱۹۹۲ | «می استوک توو سیگارتو» | تک‌آهنگ بدون آلبوم             |
| ۱۹۹۵ | «پلاتیپوس»             | دیسکو ولانته                  |
| ۲۰۲۰ | «آمریکا»               | تک‌آهنگ بدون آلبوم             |
| ۲۰۲۰ | «تجاوز به ذهن شما»     | دموی خشم خشمگین خرگوش عید پاک |
| ۲۰۲۰ | "اِراسیست"              | دموی خشم خشمگین خرگوش عید پاک |
| ۲۰۲۰ | «مرگ ناگهانی»          | دموی خشم خشمگین خرگوش عید پاک |